# Betta tomi
Betta tomi é uma espécie de peixe da família Belontiidae.
É endémica de Malásia.